# Andon Nikołow
Andon Kostadinow Nikołow (bułg. АндонКостадинов Николов; ur. 15 czerwca 1951) – bułgarski sztangista. Złoty medalista olimpijski z Monachium.
Zawody w 1972 były jego jedynymi igrzyskami olimpijskimi. Złoto wywalczył w wadze do 90 kilogramów. Nikołow wywalczył jednocześnie medal mistrzostw świata. Zdobył srebro mistrzostw Europy w 1973 i 1974, brąz w 1972 i 1978. Pobił cztery oficjalne rekordy świata, również czterokrotnie zostawał mistrzem Bułgarii.